# Viktoria Roščynová
Viktoria Volodymyrivna Roščynová (ukrajinsky Вікторія Володимирівна Рощина; 6. října 1996 Záporoží, Ukrajina – 19. září 2024 Rusko) byla ukrajinská novinářka, která informovala o ruské invazi na Ukrajinu a obléhání Mariupolu. V roce 2022 získala Cenu za odvahu v žurnalistice.
Roščynová zmizela v srpnu 2023. V říjnu 2024 bylo potvrzeno, že zemřela v ruské vazbě. Její tělo, vrácené na Ukrajinu, neslo stopy mučení a byly z něj odstraněny některé orgány. Ukrajinská vláda oznámila, že bude vyšetřovat její smrt jako možnou vraždu a válečný zločin.

## Kariéra
Viktoria Roščynová začala pracovat jako novinářka už jako teenagerka. Věnovala se soudním rozhodnutím a kriminalitě. Po ruské invazi a okupaci východní Ukrajiny v roce 2022 začala psát o životě v rusky okupovaných oblastech Ukrajiny a obléhání Mariupolu. Pracovala jako nezávislá novinářka pro Ukrajinskou pravdu, Rádio Svobodná Evropa a server Hromadske.
V březnu 2022 ji ve Vasylivce zadržela ruská armáda, ale podařilo se jí uprchnout.
V března 2022 na její auto vystřelily ruské tanky. Novinářka a její řidič unikli, ale byl jí ukraden počítač a fotoaparát. Dne 11. března byla Roščynová v Berďansku na 10 dní zadržena ruskou Federální bezpečnostní službou. Propuštěna byla až poté, co natočila video, ve kterém uvedla, že jí ruské síly zachránily život. O svém pobytu v zajetí napsala článek pro server Hromadske. Později téhož roku jí Mezinárodní nadace pro ženská média (IWMF) udělila cenu za odvahu v žurnalistice. Roščynová se nezúčastnila slavnostního předávání cen, aby se mohla soustředit na svou práci.

## Zmizení a smrt
V červenci 2023 se Roščynová vydala na okupovanou východní Ukrajinu, pravděpodobně proto, aby informovala o krizi v Záporožské jaderné elektrárně a zničení Kachovské přehrady. Plánovala jet přes Polsko a Rusko. Dne 3. srpna 2023 oznámila své rodině, že prošla hraničními kontrolami; tehdy od ní měli poslední zprávu. Nahlásili její pohřešování 12. srpna, oficiální hlášení podali 21. září.
Kolem 22. dubna 2024 obdržel její otec dopis ze 17. dubna 2024 od ruské vlády, který potvrzoval, že Roščynovou drží ve vazbě.
Evropská unie označila její zadržení jako „nezákonné“ a „svévolné“. Ruská aktivistka za lidská práva Světlana Gannuškinová oznámila, že napsala Taťáně Moskalkovové, tehdejší komisařce pro lidská práva v Rusku, žádost o aktuální informace o stavu novinářky. Národní svaz novinářů Ukrajiny vyzval k jejímu okamžitému propuštění.
Petro Jacenko z Koordinačního velitelství pro zacházení s válečnými zajatci oznámil 10. října 2024 její smrt. V dopise rodině ruští představitelé uvedli, že zemřela 19. září 2024. Příčina smrti zůstává neznámá.
Evropská unie, Reportéři bez hranic a Výbor na ochranu novinářů vyzvali k vyšetření její smrti. Dne 11. října generální prokurátor Ukrajiny oznámil, že její zmizení považuje za možnou vraždu a válečný zločin. Prezident Ukrajiny Volodymyr Zelenskyj označil její smrt za „skutečnou ránu“ pro novináře na Ukrajině.
Tělo novinářky bylo po identifikaci pomocí DNA vráceno v únoru 2025 na Ukrajinu. Její tělo bylo označeno jako „neidentifikovaný muž“, ale prohlídka forenzními experty a analýza DNA potvrdila totožnost novinářky. Na těle byly četné stopy mučení, podlitiny a popáleniny způsobené zřejmě elektrickým proudem. Chyběl mozek, obě oči a část průdušnice, což forenzní experti interpretovali jako pokus zakrýt příčinu smrti, pravděpodobně uškrcení nebo udušení. Tělo bylo kvůli dlouhému skladování také částečně mumifikované, což dále ztěžuje určení příčiny smrti.